# يودميداس الأول
يودميداس (باليونانية: Εὐδαμίδας) هو الملك الثاني و العشرون لأسبرطة من سلالة يوريبونتيد، وابن أرخيداموس الثالث، وأخ أجيس الثالث و أب أرخيداموس الرابع الذي سيخلفه فيما بعد.

## وصلات خارجية
- مولر، كارل أوتفريد تاريخ وآثار السلالة الدوريون. (باللغة الإنجليزية)
- بوسانياس، وصف اليونان (باللغة الإنجليزية)